# Electric Ladyland
Electric Ladyland – trzeci i ostatni album studyjny Jimiego Hendrixa i jego zespołu The Jimi Hendrix Experience, wydany 25 października 1968 roku i zawierający w całości nowy materiał. Nagrania rozpoczęły się w lipcu 1967 roku i miały miejsce w Olympic Studios w Londynie, gdzie nagrano między innymi „All Along the Watchtower”, oraz w Record Plant Studios w Nowym Jorku, a zakończyły się w sierpniu 1968 roku.
Electric Ladyland został bardzo pozytywnie oceniony przez recenzentów i krytyków, otrzymując najwyższe noty od m.in. AllMusic i magazynu Blender. W 2003 roku album został sklasyfikowany na 54. miejscu listy 500 albumów wszech czasów magazynu Rolling Stone.
Jimi Hendrix miał własny pomysł na okładkę albumu, jednakże wytwórnia Reprise zignorowała jego pomysł, używając czerwono-żółtej fotografii artysty zrobionej przez fotografa Karla Ferrisa. Track Records natomiast wykorzystało na okładkę fotografię Davida Montgomery'ego, ukazującą dziewiętnaście nagich kobiet na czarnym tle. Hendrix w wywiadach mówił o swoim niezadowoleniu i zażenowaniu spowodowanym tą okładką.

## Lista utworów
Autorem wszystkich utworów, chyba że zaznaczono inaczej jest Jimi Hendrix.
| Strona A | Strona A                                    | Strona A |
| Nr       | Tytuł utworu                                | Długość  |
| -------- | ------------------------------------------- | -------- |
| 1.       | „...And Gods Made Love”                     | 1:19     |
| 2.       | „Have You Ever Been (To Electric Ladyland)” | 2:08     |
| 3.       | „Crosstown Traffic”                         | 2:25     |
| 4.       | „Voodoo Chile”                              | 14:50    |
|          |                                             | 20:42    |

| Strona B | Strona B                        | Strona B |
| Nr       | Tytuł utworu                    | Długość  |
| -------- | ------------------------------- | -------- |
| 1.       | „Little Miss Strange” (Redding) | 2:47     |
| 2.       | „Long Hot Summer Night” (King)  | 3:21     |
| 3.       | „Come On (Part 1)”              | 4:04     |
| 4.       | „Gypsy Eyes”                    | 3:38     |
| 5.       | „Burning of the Midnight Lamp”  | 3:33     |
|          |                                 | 17:23    |

| Strona C | Strona C                                    | Strona C |
| Nr       | Tytuł utworu                                | Długość  |
| -------- | ------------------------------------------- | -------- |
| 1.       | „Rainy Day, Dream Away”                     | 3:39     |
| 2.       | „1983...(A Merman I Should Turn to Be)”     | 13:25    |
| 3.       | „Moon, Turn the Tides...Gently Gently Away” | 0:58     |
|          |                                             | 18:02    |

| Strona D | Strona D                           | Strona D |
| Nr       | Tytuł utworu                       | Długość  |
| -------- | ---------------------------------- | -------- |
| 1.       | „Still Raining, Still Dreaming”    | 4:19     |
| 2.       | „House Burning Down”               | 4:26     |
| 3.       | „All Along the Watchtower” (Dylan) | 3:54     |
| 4.       | „Voodoo Child (Slight Return)”     | 5:06     |
|          |                                    | 17:45    |

## Wykonawcy
zespół The Jimi Hendrix Experience w składzie
- Jimi Hendrix – wokal, gitara, gitara basowa („Have You Ever Been (To Electric Ladyland”), „Long Hot Summer Night”, „Gypsy Eyes”, „1983...”, „House Burning Down”, i „All Along the Watchtower”).
- Mitch Mitchell – perkusja
- Noel Redding – gitara basowa

inni muzycy
- Mike Finnegan – organy („Rainy Day, Dream Away” i „Still Raining, Still Dreaming”)
- Freddie Lee Smith – saksofon tenorowy („Rainy Day, Dream Away” i „Still Raining, Still Dreaming”)
- Larry Faucette – kongi („Rainy Day, Dream Away” i „Still Raining, Still Dreaming”)
- Buddy Miles – perkusja („Rainy Day, Dream Away” i „Still Raining, Still Dreaming”)
- Steve Winwood – organy („Voodoo Chile”)
- Jack Casady – gitara basowa („Voodoo Chile”)
- Al Kooper – pianino („Long Hot Summer Night”)
- Chris Wood – flet („1983... (A Merman I Should Turn to Be)”)
- Dave Mason – 12-strunowa gitara („All Along the Watchtower”, śpiew w tle „Crosstown Traffic” i „All Along the Watchtower”)

## Źródła
- Derek Taylor, Electric Ladyland, wyd. CD, książeczka, MCA Records, Experience Hendrix, 1997 (ang.). Brak numerów stron w książce